# La Madeleine-Villefrouin
La Madeleine-Villefrouin là một commune thuộc tỉnh Loir-et-Cher trong vùng Centre-Val de Loire miền trung nước Pháp.